# Lesznowola (gmina)
Pour les articles homonymes, voir Lesznowola.
Lesznowola est une gmina rurale (gmina wiejska) de la powiat de Piaseczno, dans la Voïvodie de Mazovie, dans le centre-est de la Pologne.
Son siège administratif (chef-lieu) est le village de Lesznowola qui se situe environ 6 kilomètres au nord-ouest de Piaseczno (siège de la powiat) et 15 kilomètres au sud de Varsovie (capitale de la Pologne).
La gmina couvre une superficie de 69,17 km2 pour une population de 16 113 habitants en 2006.

## Histoire
De 1975 à 1998, la gmina est attachée administrativement à la voïvodie de Varsovie.

Depuis 1999, elle fait partie de la voïvodie de Mazovie.

## Géographie
La gmina inclut les villages et localités de :

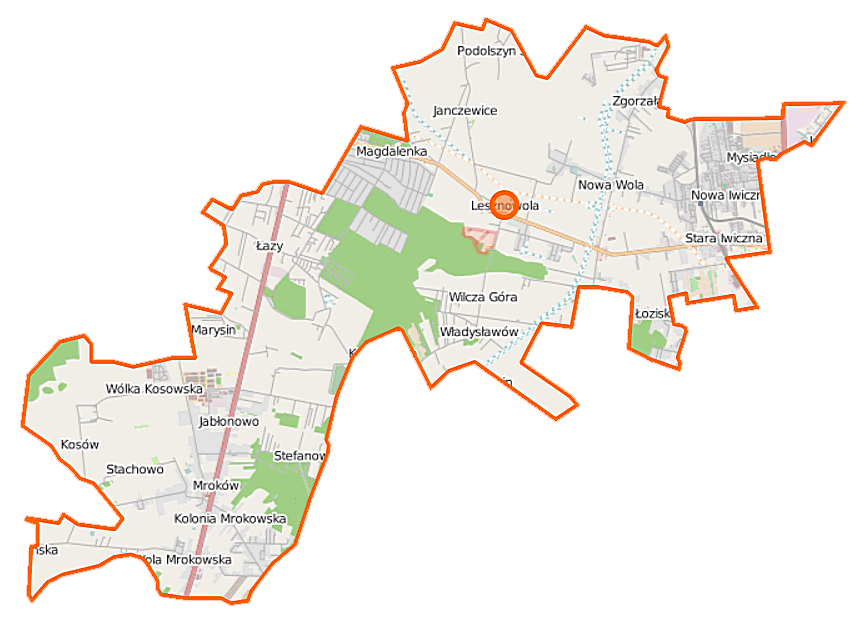
Plan de la gmina

- Garbatka
- Jabłonowo
- Janczewice
- Jazgarzewszczyzna
- Kolonia Lesznowola
- Kolonia Mrokowska
- Kosów
- Łazy
- Łazy Drugie
- Leszczynka
- Lesznowola
- Łoziska
- Magdalenka
- Marysin
- Mroków
- Mysiadło
- Nowa Iwiczna
- Nowa Wola
- Podolszyn
- Stachowo
- Stara Iwiczna
- Stefanowo
- Warszawianka
- Wilcza Góra
- Władysławów
- Wola Mrokowska
- Wólka Kosowska
- Zamienie
- Zgorzała

### Gminy voisines
La gmina de Lesznowola est voisine de :
- la ville de :
  - Varsovie
- et des gminy suivantes :
  - Nadarzyn
  - Piaseczno
  - Raszyn
  - Tarczyn

## Structure du terrain
D'après les données de 2005, la superficie de la commune de Lesznowola est de 69,17 km2, répartis comme tel :
- terres agricoles : 74%
- forêts : 13%

La commune représente 13,65% de la superficie du powiat.

## Démographie
Données du 30 juin 2004 :
| Description        | Total  | Total | Femmes | Femmes | Hommes | Hommes |
| ------------------ | ------ | ----- | ------ | ------ | ------ | ------ |
| Unité              | Nombre | %     | Nombre | %      | Nombre | %      |
| Population         | 15 239 | 100   | 7 794  | 51,1   | 7 445  | 48,9   |
| Densité (hab./km²) | 220,3  | 220,3 | 112,7  | 112,7  | 107,6  | 107,6  |